# Debates para as eleições legislativas portuguesas de 2005
A temporada de debates para as eleições legislativas portuguesas de 2005 consistiram numa série de debates que foram realizados entre janeiro e fevereiro de 2005 entre os líderes dos partidos representados na Assembleia da República: o secretário-geral do PS José Sócrates, o líder do CDS-PP Paulo Portas, o secretário-geral do PCP e da CDU Jerónimo de Sousa, o porta-voz do Bloco de Esquerda Francisco Louçã e o líder do PSD Pedro Santana Lopes.

## Cronologia

### Intervenientes
- José Sócrates (PS)
- Pedro Santana Lopes (PSD)
- Jerónimo de Sousa (PCP–PEV)
- Paulo Portas (CDS–PP)
- Francisco Louçã (Bloco de Esquerda)

| Data                    | Intervenientes | Moderador(es)                                                                       | Estação televisiva |
| ----------------------- | --- | ----------------------------------------------------------------------------------- | ------------------ |
| 18 de janeiro de 2005   | Jerónimo de Sousa (PCP–PEV) vs Francisco Louçã (Bloco de Esquerda)                                                                      |                                                                                     | SIC Notícias       |
| 20 de janeiro de 2005   | Paulo Portas (CDS–PP) vs Francisco Louçã (Bloco de Esquerda)                                                                            |                                                                                     | SIC Notícias       |
| 25 de janeiro de 2005   | Paulo Portas (CDS–PP) vs Jerónimo de Sousa (PCP–PEV)                                                                                    |                                                                                     | SIC Notícias       |
| 3 de fevereiro de 2005  | José Sócrates (PS) vs Pedro Santana Lopes (PSD)                                                                                         | Maria Flor Pedroso, José Gomes Ferreira, Ricardo Costa e Rodrigo Guedes de Carvalho | 2: e SIC           |
| 15 de fevereiro de 2005 | José Sócrates (PS), Pedro Santana Lopes (PSD), Paulo Portas (CDS–PP), Jerónimo de Sousa (PCP–PEV) e Francisco Louçã (Bloco de Esquerda) | Judite de Sousa e José Alberto Carvalho                                             | RTP1               |